# Henri Mongis
Henri Mongis, né le 20 octobre 1949, est un philosophe français. Agrégé, docteur en philosophie et docteur d'État ès-lettres. Enseignant-chercheur à l'Université de Tours jusqu'en 2015. Spécialiste au départ de Heidegger, ses recherches, axées sur des questions d'ontologie et de théologie, l'ont amené à reconsidérer la question de l'être chez Thomas d'Aquin en débat avec la phénoménologie contemporaine. 

## Ouvrages
- Heidegger et la critique de la notion de valeur (La destruction de la fondation métaphysique), Lettre-préface de Martin Heidegger, La Haye, Nijhoff, 1976.
- Ontologie du tragique et question de Dieu. De Heidegger à Thomas d'Aquin, Paris, Presses universitaires de l'IPC, 2015.

## Articles, divers
- Rédaction avec Jacques Taminiaux du protocole de la seconde séance du Séminaire de Zähringen tenu par Heidegger en 1973. Publié dans Questions IV, Paris, Gallimard, 1976, et en version allemande dans Martin Heidegger, Vier Seminare, Frankfurt, Klostermann 1977 ; Martin Heidegger, GA 15, Seminare, Frankfurt, Klostermann, 2005.
- Traduction de Vom Geheimnis des Glockenturms de Martin Heidegger, revue Port-des- Singes, n° 2, 1975.
- « Chronique », revue Port-des-Singes, n° 2, 1975.
- « Droit, seul, devant sa maison », Les Nouvelles Littéraires du 03. 06.76, n° 2535.
- Participation à une émission de France-Culture sur Martin Heidegger après son décès, juin 1976.
- Participation à une émission de France-Culture avec Emmanuel Levinas sur le thème  "Heidegger et le sacré", septembre 1976.
- "Sur la poésie" ; "Parole donnant saison", Cahiers poétiques La Sape, 1978.
- Préfaces à une édition des quinzième et seizième romans de la série Les Rougon-Macquart d'Émile Zola : La terre et Le Rêve, Paris, France-Loisirs, 1980.
- "L'herméneutique du sacré selon Heidegger", Cahiers de l'Université Saint Jean de Jérusalem, n°7, Paris, Berg international, 1981.
- "Terre intérieure", Préface à Compostelle de Gérard Murail, Tours, Société ligérienne de philosophie, collection L'autre rive, 1983.
- "Le statut de la certitude dans l'expérience mystique chrétienne" in Introduction à la philosophie de la religion, Paris, Le Cerf, 1989.
- "Lumière et intériorité : le sens du féminin", revue Phréatique n° 84, Paris, 1998.
- "Que signifie "être"?" , revue Phréatique n° 94, Paris, 2000.
- "L'être et son être-là institué Sujet: difficultés de la pensée heideggérienne" in Heidegger et la question de l'humanisme : faits, concepts, débats, Paris, PUF, 2005.
- "Du Sagitarivs de Tavant : Ismaël, et d'autres peintures murales en rapport. Éléments d'identification", Mémoires de la Société Archéologique de Touraine, Tome LXV, Tours, 2005.
- De l'être et de son néantir selon Heidegger au Rien de Roger Munier", in Cahier Roger Munier, Cognac, Le temps qu'il fait, 2010.
- "Un parcours philosophique de Heidegger à Thomas d'Aquin", Cahiers de l'IPC n° 81, Paris, 2015.
- "Ouvertures" et "Réponses", in "Actes de la journée d’étude du 24 juin 2017 autour de l’ouvrage d’Henri Mongis : Ontologie du tragique et question de Dieu. De Heidegger à Thomas d’Aquin", Cahiers de l’I.P.C., n° 85, 2017.
- "Dieu au plus intime : éclairages par la thématique de l’acte d’être", dans Philosophie et spiritualité, Académie Catholique de France, Parole et Silence, 2022.